# Rıdvan Bolatlı
Rıdvan Bolatlı (Ankara, 2 dicembre 1928 – 31 marzo 2022) è stato un calciatore turco, di ruolo difensore.